# Denis Mercier (général)
Pour les articles homonymes, voir Denis Mercier et Mercier.
Denis Mercier, né le 4 octobre 1959 à Barcelonnette (Alpes-de-Haute-Provence), est un militaire français. Général d'armée aérienne, il est commandant suprême allié pour la transformation de l'OTAN du 30 septembre 2015 au 10 septembre 2018, après avoir été chef d'état-major de l'Armée de l'air du 17 septembre 2012 au 20 septembre 2015, et chef du cabinet militaire du ministre de la Défense du 30 septembre 2010 au 9 septembre 2012.

## Biographie

### Formation
Denis Mercier est d'abord élève du lycée militaire d'Aix-en-Provence. Il entre ensuite à l'École de l'air en 1979 (promotion Capitaine Caroff de Kervezec) et en sort breveté pilote de chasse en 1983.

### Carrière militaire
Denis Mercier commence sa carrière opérationnelle sur la base aérienne 115 d'Orange-Caritat au sein de l'escadron de chasse 1/5 « Vendée » et vole sur Mirage F1.
En 1987, il rejoint l'escadron de chasse 3/2 « Alsace » équipé de Mirage 2000, sur la base aérienne 102 de Dijon, puis il est de nouveau affecté à Orange, de 1988 à 1990, au sein de l'escadron de chasse 2/5 « Île-de-France ».
En 1990, il rejoint la base aérienne 103 de Cambrai pour être affecté au sein de l'escadron de chasse « Cambrésis » dont il prend le commandement de 1991 à 1994.
De 1994 à 1996, il est muté au bureau emploi du commandement des forces aériennes de combat sur la base aérienne 128 de Metz, avant de rejoindre le bureau OTAN de l’état-major interarmées de planification opérationnelle à Creil. À l'issue, en 1999, il sert à Brunssum, aux Pays-Bas, au sein de l'état-major du commandement Nord de l'OTAN.
Diplômé du Collège interarmées de Défense, il prend le commandement de la base aérienne 112 de Reims de 2002 à 2004. Après cette période, il est affecté à Paris au sein du bureau plans de l’état-major de l'Armée de l'air, comme adjoint en 2004 puis chef de bureau en 2005. En 2007, il est nommé adjoint au sous-chef performance-synthèse à l’état-major de l'Armée de l'air.
En 2008, il prend le commandement des écoles d'officiers de l'Armée de l'air (EOAA) à Salon-de-Provence. Il totalise 3 000 heures de vol dont 182 dans des missions de guerre.
Le 30 août 2010, il devient le chef du cabinet militaire du ministre de la Défense.

### Chef d'état-major de l'Armée de l'air
Le 2 août 2012, il est nommé chef d'état-major de l'Armée de l'air à compter du 17 septembre suivant, date à laquelle il est élevé aux rang et appellation de général d'armée aérienne. Il succède au général d'armée aérienne Jean-Paul Paloméros.

### Commandant suprême allié pour la transformation de l'OTAN
Le 23 mars 2015, Denis Mercier est désigné pour devenir commandant allié Transformation de l'Otan à compter du 30 septembre suivant, en poste sur la base navale de Norfolk,.
Le général d'armée aérienne André Lanata, qui lui avait déjà succédé au poste de chef d'état-major de l'Armée de l'air en 2015, prend sa succession comment commandant suprême allié pour la transformation le 11 septembre 2018
Il fait ses adieux aux armes lors d'une cérémonie présidée par le général d'armée François Lecointre, chef d'état-major des armées, dans la cour d'honneur des Invalides à Paris le 5 octobre 2018.

### Carrière dans le milieu civil
Denis Mercier est directeur général adjoint du groupe Fives depuis le 15 octobre 2018.
Il est également peintre amateur.

## Décorations
|  |  |  |
|  |  |  |
|  |  |  |
|  |  |  |
|  |  |  |
|  |  |  |
|  |  |  |

- Grand officier de l'ordre national de la Légion d'honneur en 2016[15] (commandeur en 2013[16], officier en 2009[17], chevalier en 1998[18]).
- Officier de l'ordre national du Mérite en 2003[19] (chevalier en 1995[20]).
- Médaille de l'aéronautique.
- Croix du combattant.
- Médaille d'outre-mer.
- Médaille de la Défense nationale, échelon or.
- Médaille de reconnaissance de la Nation.
- Médaille commémorative française.
- Grand officier de l'ordre du roi Abdelaziz (Arabie saoudite).
- Commandeur de l'ordre de la Couronne (Belgique).
- Pingat Jasa Gemilang (Tentera) (en) (Singapour).
- Médaille du service méritoire (Canada).
- Médaille de l'armée polonaise (Pologne).
- Grand croix de l'ordre du Mérite militaire (Émirats arabes unis).
- Grand officier de l'ordre du Mérite aéronautique (Brésil).
- Croix d’honneur en or des forces armées allemandes (Allemagne).
- Grand officier de l'ordre du Mérite de la République italienne (Italie).
- Croix blanche du mérite aéronautique (es) (Espagne).
- Médaille du service méritoire (OTAN).